# ليتل شلفرد (كامبريدجشير)
ليتل شلفرد (بالإنجليزية: Little Shelford)‏ هي قرية و أبرشية مدنية تقع في المملكة المتحدة في إنجلترا. يقدر عدد سكانها بـ 797 نسمة .